# Okręg wyborczy nr 94 do Senatu Rzeczypospolitej Polskiej
Okręg wyborczy nr 94 do Senatu Rzeczypospolitej Polskiej obejmuje obszar miasta na prawach powiatu Leszna oraz powiatów gostyńskiego, kościańskiego, leszczyńskiego i rawickiego (województwo wielkopolskie). Wybierany jest w nim 1 senator na zasadzie większości względnej.
Utworzony został w 2011 na podstawie Kodeksu wyborczego. Po raz pierwszy zorganizowano w nim wybory 9 października 2011. Wcześniej obszar okręgu nr 94 należał do okręgu nr 35.
Siedzibą okręgowej komisji wyborczej jest Kalisz.

## Reprezentanci okręgu
| Rok  | Rok  | Senator           | Komitet wyborczy                           |
| ---- | ---- | ----------------- | ------------------------------------------ |
|      | 2011 | Marian Poślednik  | Platforma Obywatelska RP                   |
| 2015 |      | Marian Poślednik  | Platforma Obywatelska RP                   |
|      | 2019 | Wojciech Ziemniak | KKW Koalicja Obywatelska PO .N iPL Zieloni |
| 2023 |      | Wojciech Ziemniak | KKW Koalicja Obywatelska PO .N iPL Zieloni |

## Wyniki wyborów
Symbolem „●” oznaczono senatora ubiegającego się o reelekcję.

### Wybory parlamentarne 2011
| Kandydat                                                                                      | Kandydat           | Komitet wyborczy             | Głosów | Głosów | Głosów |
| Kandydat                                                                                      | Kandydat           | Komitet wyborczy             | Liczba | %      | +/–    |
| --------------------------------------------------------------------------------------------- | ------------------ | ---------------------------- | ------ | ------ | ------ |
|                                                                                               | Marian Poślednik   | Platforma Obywatelska RP     | 38 077 | 34,13  | –      |
|                                                                                               | Elżbieta Barys     | Prawo i Sprawiedliwość       | 21 405 | 19,19  | –      |
|                                                                                               | Edmund Klich       | KWW Edmunda Klicha           | 18 573 | 16,65  | –      |
|                                                                                               | Maciej Wiśniewski  | Sojusz Lewicy Demokratycznej | 15 638 | 14,02  | –      |
|                                                                                               | Zdzisław Maćkowiak | Polskie Stronnictwo Ludowe   | 12 781 | 11,46  | –      |
|                                                                                               | Grażyna Głuszak    | KWW Grażyny Głuszak          | 5096   | 4,57   | –      |
| Frekwencja: 44,17% Liczba głosów ważnych: 111 570 (95,94%) Źródło: Państwowa Komisja Wyborcza |                    |                              |        |        |        |

### Wybory parlamentarne 2015
| Kandydat                                                                                      | Kandydat           | Komitet wyborczy           | Głosów | Głosów | Głosów |
| Kandydat                                                                                      | Kandydat           | Komitet wyborczy           | Liczba | %      | +/–    |
| --------------------------------------------------------------------------------------------- | ------------------ | -------------------------- | ------ | ------ | ------ |
|                                                                                               | Marian Poślednik ● | Platforma Obywatelska RP   | 33 802 | 28,76  | –5,37  |
|                                                                                               | Adam Kośmider      | Prawo i Sprawiedliwość     | 33 527 | 28,52  | +9,33  |
|                                                                                               | Grzegorz Rusiecki  | KWW Grzegorza Rusieckiego  | 22 104 | 18,81  | –      |
|                                                                                               | Julia Krakowiak    | Polskie Stronnictwo Ludowe | 11 486 | 9,77   | –1,69  |
|                                                                                               | Sławomir Mocek     | KWW PL18 Sławomira Mocka   | 10 976 | 9,34   | –      |
|                                                                                               | Mariusz Trawka     | Narodowe Odrodzenie Polski | 5645   | 4,80   | –      |
| Frekwencja: 46,20% Liczba głosów ważnych: 117 540 (96,24%) Źródło: Państwowa Komisja Wyborcza |                    |                            |        |        |        |

### Wybory parlamentarne 2019
| Kandydat                                                                                      | Kandydat          | Komitet wyborczy                           | Głosów | Głosów | Głosów |
| Kandydat                                                                                      | Kandydat          | Komitet wyborczy                           | Liczba | %      | +/–    |
| --------------------------------------------------------------------------------------------- | ----------------- | ------------------------------------------ | ------ | ------ | ------ |
|                                                                                               | Wojciech Ziemniak | KKW Koalicja Obywatelska PO .N iPL Zieloni | 77 057 | 51,35  | +22,59 |
|                                                                                               | Adam Kośmider     | Prawo i Sprawiedliwość                     | 59 144 | 39,41  | +10,89 |
|                                                                                               | Mariusz Trawka    | Narodowe Odrodzenie Polski                 | 13 859 | 9,24   | +4,44  |
| Frekwencja: 59,02% Liczba głosów ważnych: 150 060 (97,74%) Źródło: Państwowa Komisja Wyborcza |                   |                                            |        |        |        |

### Wybory parlamentarne 2023
| Kandydat                                                                                      | Kandydat            | Komitet wyborczy                           | Głosów | Głosów | Głosów |
| Kandydat                                                                                      | Kandydat            | Komitet wyborczy                           | Liczba | %      | +/–    |
| --------------------------------------------------------------------------------------------- | ------------------- | ------------------------------------------ | ------ | ------ | ------ |
|                                                                                               | Wojciech Ziemniak ● | KKW Koalicja Obywatelska PO .N iPL Zieloni | 91 461 | 49,72  | –1,63  |
|                                                                                               | Dorota Słowińska    | Prawo i Sprawiedliwość                     | 56 796 | 30,87  | –8,54  |
|                                                                                               | Adam Gbiorczyk      | Konfederacja Wolność i Niepodległość       | 19 409 | 10,55  | –      |
|                                                                                               | Sławomir Kryjom     | Bezpartyjni Samorządowcy                   | 16 301 | 8,86   | –      |
| Frekwencja: 74,10% Liczba głosów ważnych: 183 967 (97,97%) Źródło: Państwowa Komisja Wyborcza |                     |                                            |        |        |        |